# Сохиев, Заурбек Маирбекович
Заурбе́к Маирбе́кович Со́хиев (осет. Сохиты Мӕирбеджы фырт Зауырбег; род. 1 июня 1986, Таджикская ССР) — узбекский борец вольного стиля, чемпион мира по вольной борьбе (2009), участник летних Олимпийских игр в Пекине (2008) и Лондоне (2012). Мастер спорта международного класса по вольной борьбе.

## Биография
Родился 1 июня 1986 года в Таджикской ССР в осетинской семье. Его отец бывший штангист мастер спорта СССР — Маир Дзамболатович Сохиев. C 8 лет стал заниматься вольной борьбой под руководством Асланбека Бекоева во Владикавказе. С 2005 года стал выступать за сборную Узбекистана. В 2006 году стал серебряным призёром чемпионата Азии в Алма-Ате и Азиатских игр в Дохе, а также бронзовым призёром чемпионата мира в Гуанчжоу. В 2007 году становится третьим на чемпионате мира в Баку. В 2008 году участвует на летних олимпийских играх в Пекине и занимает 9 место. В 2009 году становится чемпионом мира в Хернинге. В 2010 году становится серебряным призёром чемпионата мира в Москве и международного турнира «Golden Grand Prix» в Баку. В 2011 году становится бронзовым призёром на чемпионате Азии в Ташкенте. В 2012 году принимает участие на летних Олимпийских играх в Лондоне, но неудачно, где занимает 12 место.
Живёт во Владикавказе.

## Спортивные достижения
- Чемпион мира в Хернинге (2009)